# Hugon Turk
Hugon Turk, slovenski veterinar, * 13. julij 1870, Šentvid pri Stični, † 8. julij 1956, Ljubljana. 